# Little Dunham
Little Dunham is een civil parish in het bestuurlijke gebied Breckland, in het Engelse graafschap Norfolk met 297 inwoners.